# Matthäus des Angles

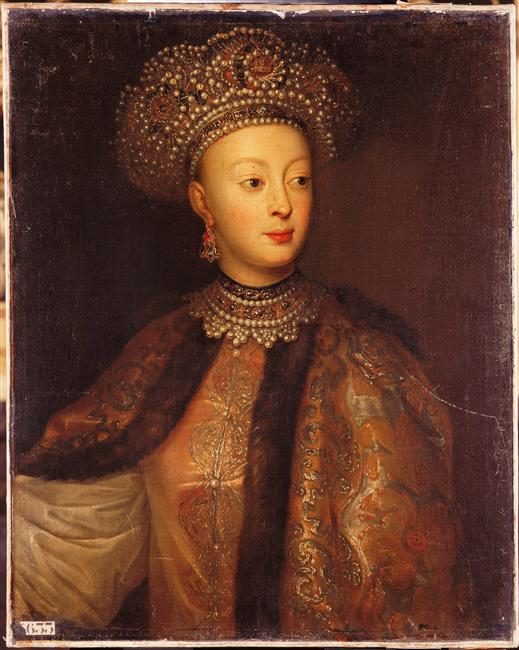
Die Frau eines Moskowitischen Gesandten (Andrej Matwejews) mit Perlen-Coiffure; 1702

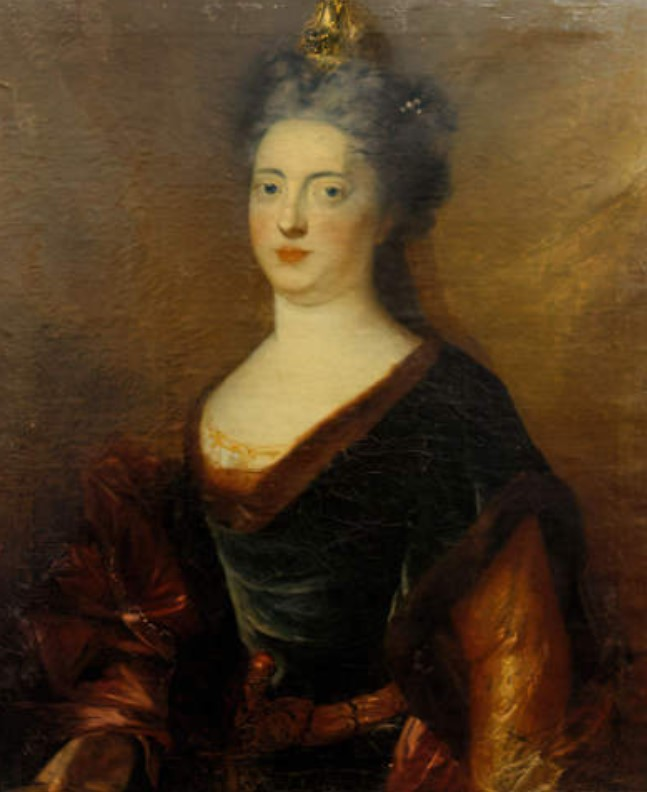
Kammerfräulein Henriette Charlotte von Pöllnitz;
Ölgemälde von des Angles, um 1700, Berlin

Matthäus des Angles (geboren 1667 in Amsterdam; gestorben 1741 ebenda) war ein französisch-niederländischer Bildhauer, Maler und Zeichner.

## Leben
Des Angles war Schüler von Bernard Pickart in Amsterdam.
1699 wurde Des Angles zum Hofmaler in Ansbach durch Markgraf Georg Friedrich von Ansbach ernannt, der ihn aus Paris mitgebracht hatte.
Zwischen 1700 und 1702 war des Angles mehrfach in Berlin tätig. 1728 wurde er in die Gilde der Maler von Den Haag aufgenommen.

## Werke (Auswahl)
- Die Frau eines Moskowitischen Gesandten (Andrej Matwejews) mit Perlen-Coiffure; 1702 in Berlin
- um 1736: Zeichnungsvorlage für das als Radierung mit Grabstichel durch den Schweizer Kupferstecher David Herrliberger geschaffene Brustbild des Bernard Picart[1]
- Justus van Effen[2]
- Bernard Picart[2]